# Vejrumbro
Vejrumbro er en by i Midtjylland med 400 indbyggere  (2024), beliggende 13 km nordvest for Bjerringbro, 7 km sydvest for Ørum Sønderlyng og 12 km øst for Viborg. Byen hører til Viborg Kommune og ligger i Region Midtjylland. I 1970-2006 hørte byen til Tjele Kommune.
Vejrumbro hører til Vejrum Sogn. Vejrum Kirke ligger i den gamle landsby Vejrum midt i Vejrumbro.

## Geografi
Byen ligger på nordsiden af Nørreådalen og den vandrige Nørreå. Øst for Vejrum viser det høje målebordsblad fra 1800-tallet den temmelig store Vejrum Sø, der på kortene fra 1900-tallet bliver mindre og mindre og til sidst forsvinder helt. Syd for Vejrum lå fra gammel tid Vejrum Bro over Nørreå, og ved vejkrydset nord for åen lå Vejrumbro Kro.

## Faciliteter
I 2015 blev byen udnævnt til "Årets Lokalområde" i Viborg Kommune. Kulturudvalget bemærkede især, at ældre og modne frivillige med mange års erfaring fik følgeskab af yngre, energiske kræfter.
- I 2000 ville den daværende Tjele Kommune nedlægge byens skole, men borgerne etablerede Vejrum-Viskum Friskole. Nogle år senere tog de initiativ til at oprette en børnehave ved skolen. Og i september 2015, hvor der ikke længere var dagplejere tilbage i lokalområdet, åbnede skolen en vuggestue. De tre institutioner, der nu er samlet under navnet "Vejrumbro Fri", ligger ved en aktivitetspark med multibane. Skolen har 56 elever, fordelt på 4 klasser: 0.-1., 2., 3.-5. og 6. med hver sin klasselærer. Børnehaven har 19 børn og 4 pædagoger. Vuggestuen har 6 børn og 4 pædagoger.[2]
- Vejrumbro Boldklub (VBK) blev stiftet i 1970 og tilbyder fodbold, badminton og gymnastik. Klubben byggede klubhus i 1987/88 og stod for etablering af multibane og udendørs fitness i 2010. VBK har gennem årene afholdt Sports- og sommerfest i august.
- I mange år er festivalen "Vejrumbro Open Air" afholdt på byens sportsplads.[3]
- Byens gamle forsamlingshus kan rumme 125 personer til fest.
- Det renoverede missionshus er indrettet som fælleshuset Nørreåhuset, der bl.a. benyttes til banko og spillemandskoncerter. Kanoturister, der kommer til byen ad Nørreå, kan benytte 4 sheltere samt Nørreåhusets toiletter og vand.
- Vejrumbro har købmandsforretning.

## Historie
I 1901 beskrives Vejrum og Vejrumbro således: "Vejrum med Kirke, Skole og Forsamlingshus...Vejrumbro, Kro. "

### Genforeningssten
Foran forsamlingshuset hvor Fælledvej og Østervangsvej løber sammen, står en sten der blev afsløret 10. juli 1921 til minde om Genforeningen i 1920.

### Jernbanen
Vejrumbro fik station på Mariager-Fårup-Viborg Jernbane (1927-65). Det lave målebordsblad, der er tegnet efter åbningen af banen, viser missionshuset og et fattighus ved stationen og en telefoncentral ved kroen. Her blev Løvskalvejen trinbræt oprettet i 1936 – i starten øst for vejen, men fra 1950 også med perron vest for vejen, så toget i begge retninger standsede efter vejen.
Stationsbygningen er bevaret på Stationen 5. Her passerer en 16 km lang banesti, der er anlagt på banens tracé mellem Velds Husevej og Gl. Århusvej i Viborg.